# Foots Cray
Foots Cray (aussi Footscray) est un quartier anglais située au sud-est de Londres, dans le borough londonien de Bexley. Avant 1974, il faisait partie du Comté traditionnel du Kent.